# Комплексність
Наука про комплесність має стосунок до вивчення колективної динаміки. Це міждисциплінарна область досліджень систем, які складаються з численної кількості взаємозалежних частин. 
Термін «комплексність» походить від слова complex і складається з двох латинських коренів com («разом») і plex («сплетений»). На противагу йому слово complicated містить в собі корінь plic («складений») і вказує на багатошаровість. Комплексні системи характеризуються своїми взаємозалежностями, а складні системи шарами та рівнями.
Комплексність використовується для опису систем з багатьох елементів, які у різний спосіб взаємодіючи призводять до виникнення чогось, що є більшим ніж сума окремих частин. Вивченням комплексних зв'язків є головним завданням теорії комплексних систем.
На даний момент ця область знань швидко зростає завдяки потребі краще зрозуміти проблеми економіки, медицини, епідеміології, транспорту, неврології, розпізнавання образів, вивчення складних мереж, розвитку міста, злочинності, екології, зміни клімату і тд.